# منتخب الأرجنتين لكرة اليد للسيدات
منتخب الأرجنتين لكرة اليد للسيدات هو الممثل الرسمي لدولة الأرجنتين في رياضة كرة اليد. شارك في بطولة العالم لكرة اليد للسيدات 8 مرات وكانت المشاركة الأولى في سنة 1999، كان أفضل مركز له فيها هو الثامن عشر. شارك في كرة اليد في الألعاب الأولمبية الصيفية مرة واحدة وكانت المشاركة الأولى له فيها في سنة 2016. شارك في بطولة بان أميركان لكرة اليد للسيدات 12 مرة وكانت المشاركة الأولى في سنة 1986، كان أفضل مركز له فيها هو الأول.